# اچ‌دی ۱۵۴۳۴۵

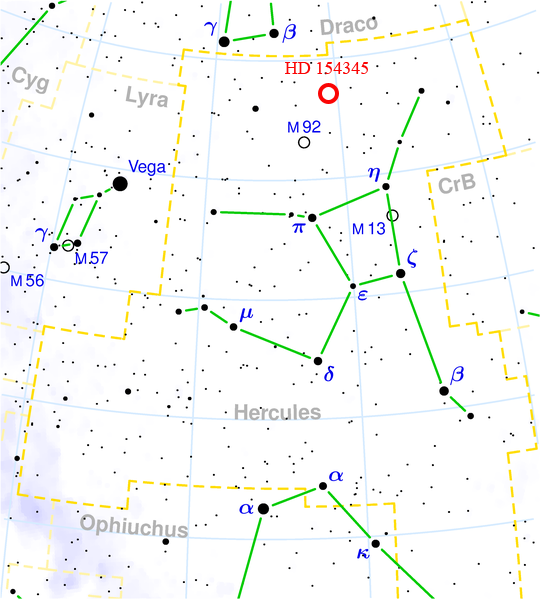
نمایی از محل قرارگیری ستاره اچ‌دی ۱۵۴۳۴۵ (دایره قرمز) در مدار – ۲۰۰۷

اچ‌دی ۱۵۴۳۴۵ یک ستاره است که در صورت فلکی زانوزده قرار دارد.